# Говедарска котловина
Говедàрска котловинà – вътрешнопланинска тектонска хлътнатина, единствената котловина в Рила.
Намира се в Северозападна Рила, между Лакатишка Рила и Мальовишкия дял, с надморска височина между 1100 и 1260 m. Образувана е през кватернера от вертикални движения по разломи и флексури. По дъното ѝ има ледникови и речни наслаги. Климатът е планински с обилни валежи. През Говедарската котловина протичат реките Черни Искър, Леви Искър и притоците им. Почвите са предимно кафяви горски. Оградните склонове на котловината са покрити с иглолистни гори.
В Говедарската котловина са разположени селата Говедарци, Маджаре и Мала църква.